# Pont Khadjou
Le pont Khadjou (en persan : پل خواجو, Pol-e Xwâju) est un pont remarquable de la ville d'Ispahan, en Iran.
Il a été construit par le roi séfévide Abbas II autour de 1650, sur les fondations d'un ancien pont.
Servant à la fois de pont et de barrage (seuil) sur la rivière Zayandeh Roud, il relie le quartier Khadjou sur la rive nord avec le quartier Zoroastrien au sud. Il a également été conçu pour servir de bâtiment et de lieu de réunions publiques.
Le pont Khadjou est un des plus beaux exemples d'architecture persane, construit à l'apogée de l'influence culturelle des séfévides en Iran. Selon l'archéologue américain Arthur Upham Pope et l'explorateur français Jean Chardin, il s'agit du « monument majeur de l'architecture des ponts persans et l'un des ponts les plus intéressants encore existant ».
Cette structure était à l'origine ornée de fresques peintes et de frises en faïence colorée. En son centre se trouve un pavillon dans lequel Chah Abbas se serait assis pour admirer la vue. Aujourd'hui il ne reste du siège du roi qu'un banc de pierre.

## Description
Le pont Khadjou mesure 133 mètres de long pour 12 mètres de large. Il est pourvu de 23 arches.
La voie de passage sur le pont, faite de briques et de pierres, mesure 7,5 mètres de large. Les blocs de pierre utilisés dans sa construction font plus de 2 mètres de long. Des inscriptions suggèrent que le pont a été restauré en 1873.
C'est l'un des ponts qui régulent le débit d'eau de la rivière Zayandeh Roud, grâce aux vannes situées sous ses arches. Quand ces dernières sont fermées, le niveau de l'eau en amont du pont s'élève et permet d’irriguer les nombreux jardins le long de la rivière.
Sur le niveau supérieur du pont, l'allée centrale était utilisée par les chevaux et carrioles, et les deux chemins voûtés par les piétons. Des pavillons octogonaux placés de chaque côté du pont en son centre offrent des points de vue sur les environs. Le niveau inférieur du pont est accessible pour les piétons et reste un endroit ombragé populaire pour se détendre. On y trouve aujourd'hui un café, un salon de thé et une galerie d'art.

## Galerie

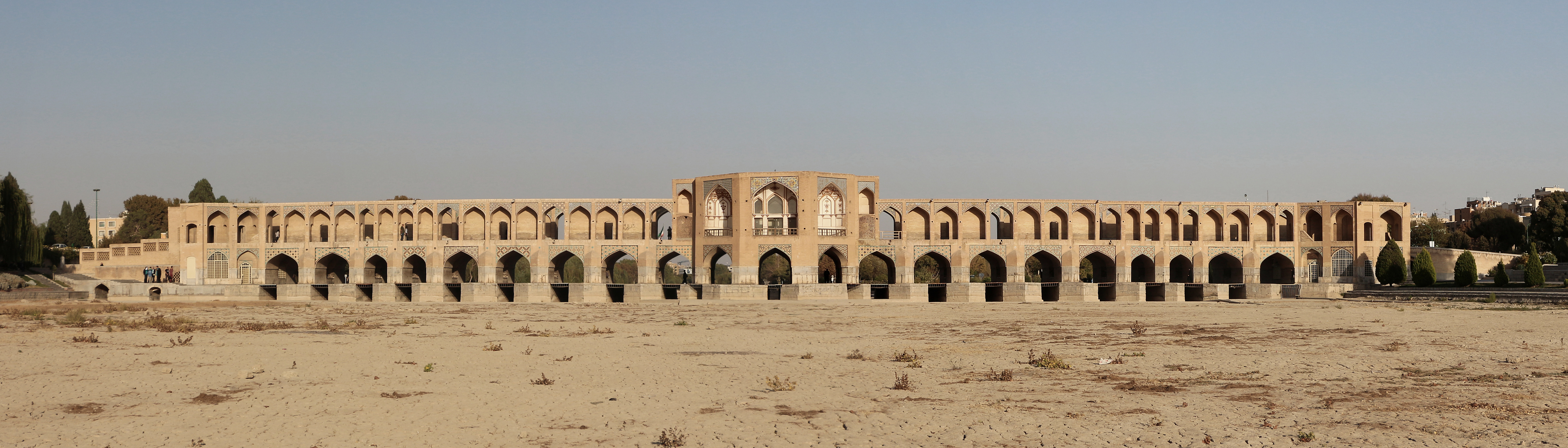
Vue panoramique.
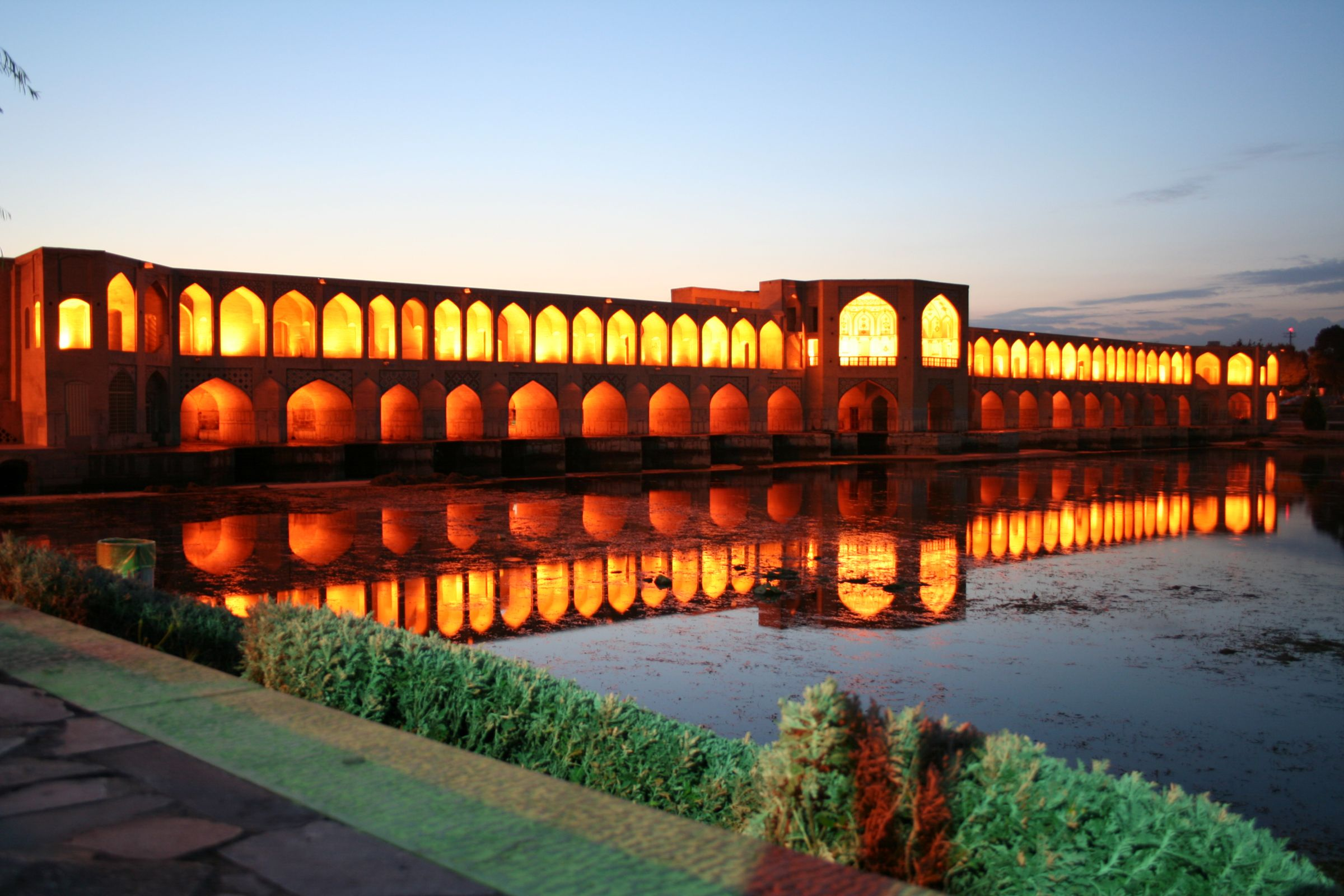
Vue panoramique sur le pont au petit matin.
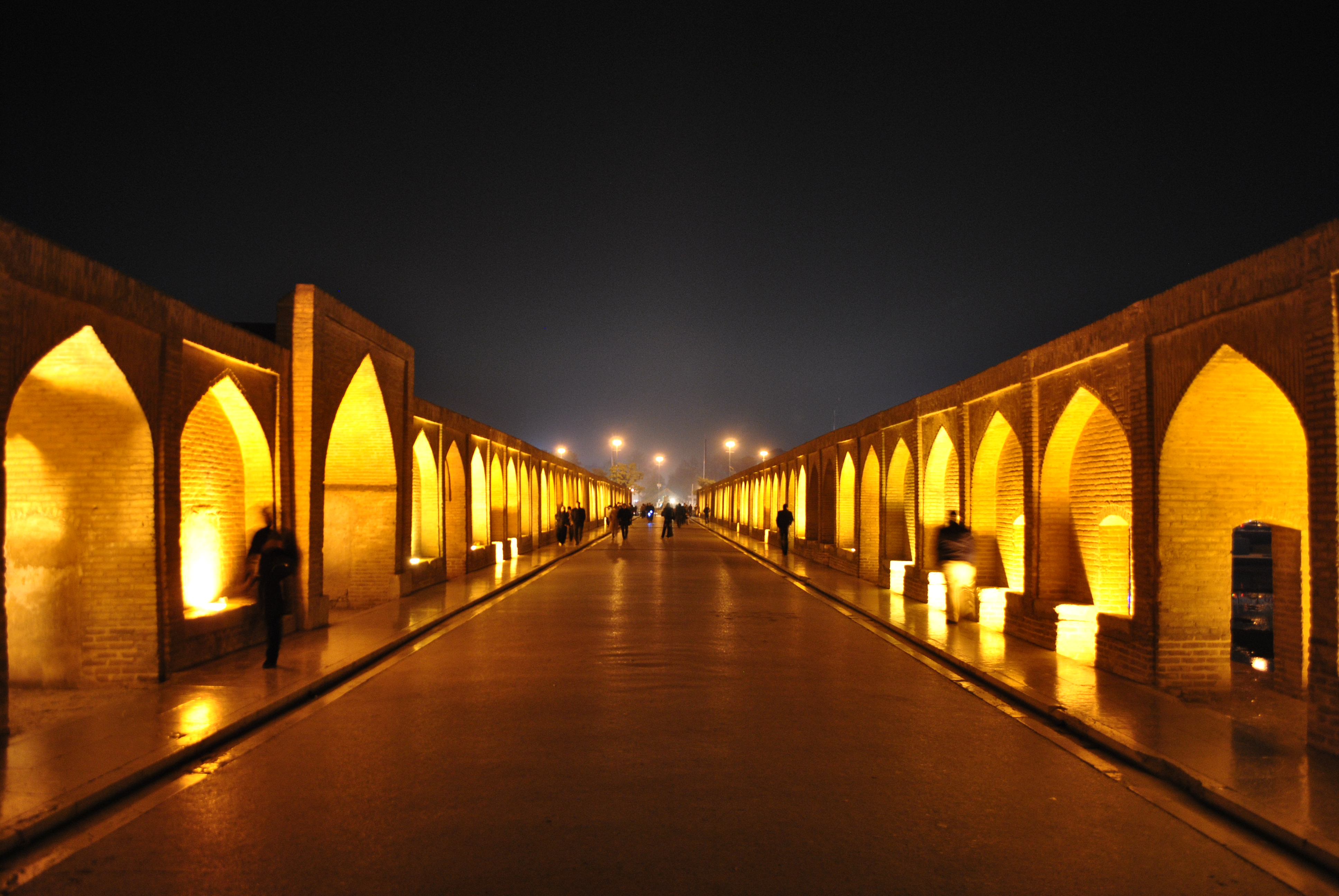
Vue depuis le pont Khadjou la nuit.
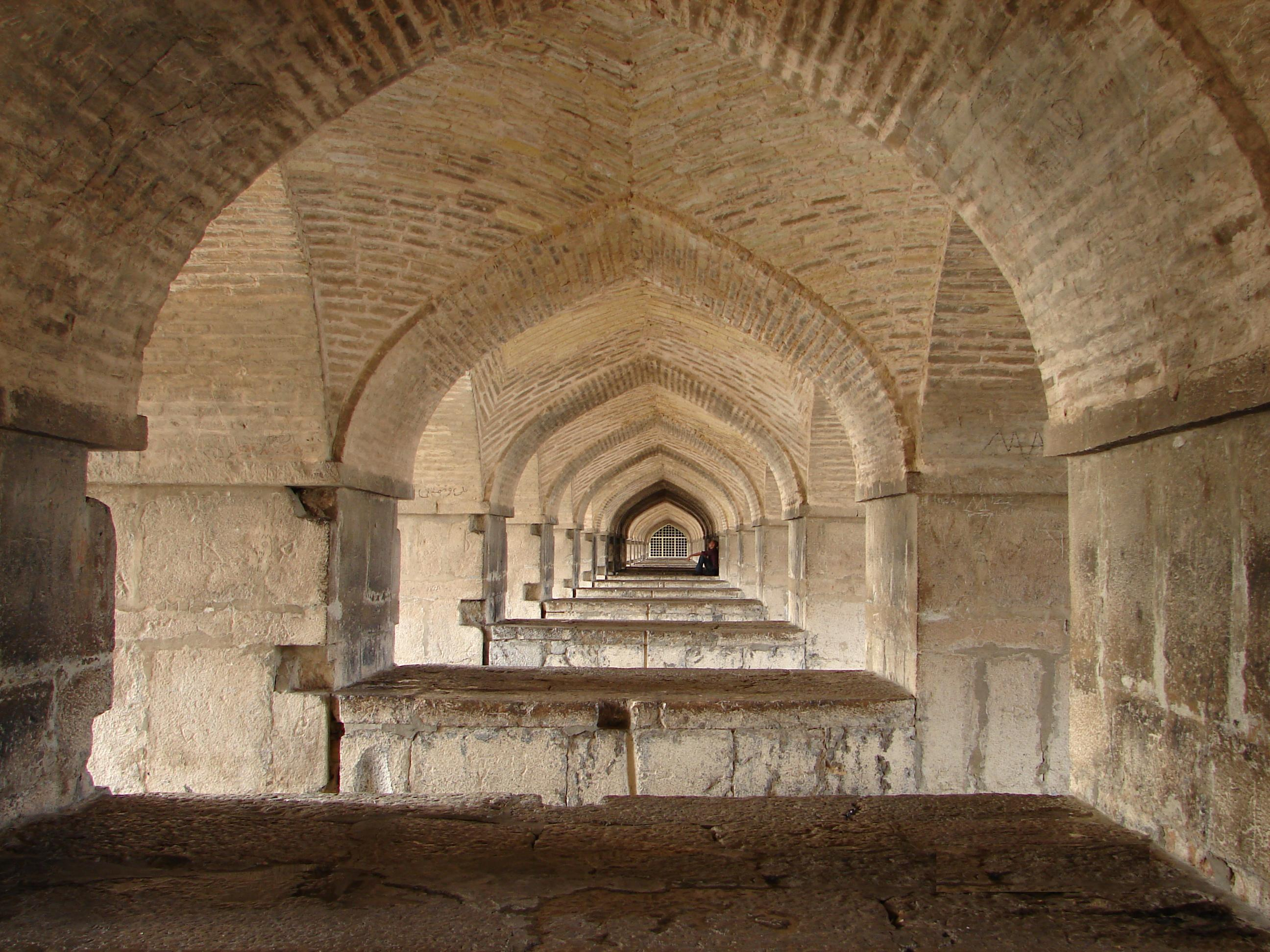
Arches sous le pont Khadjou.
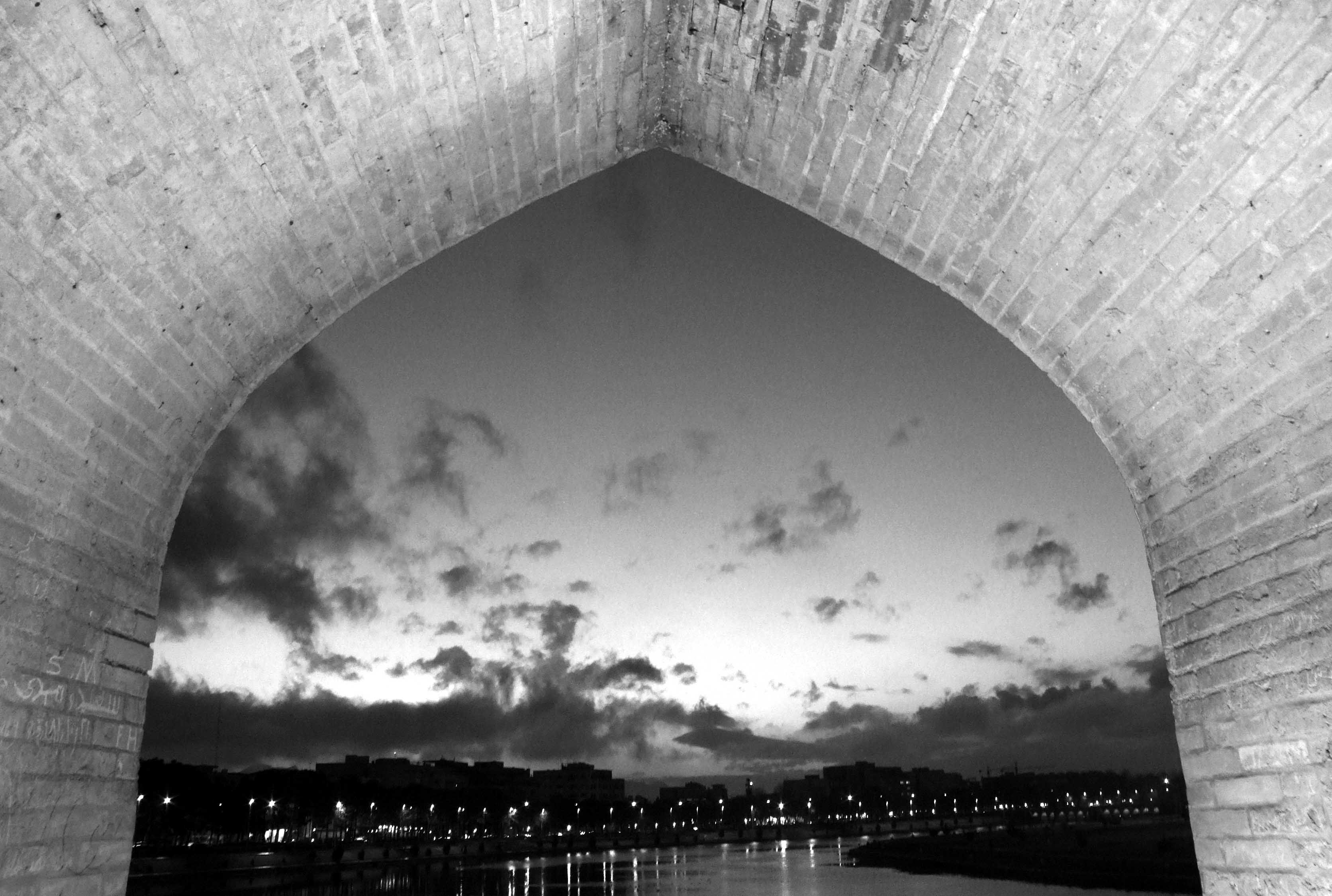
Vue sur la rivière Zayandeh Roud.
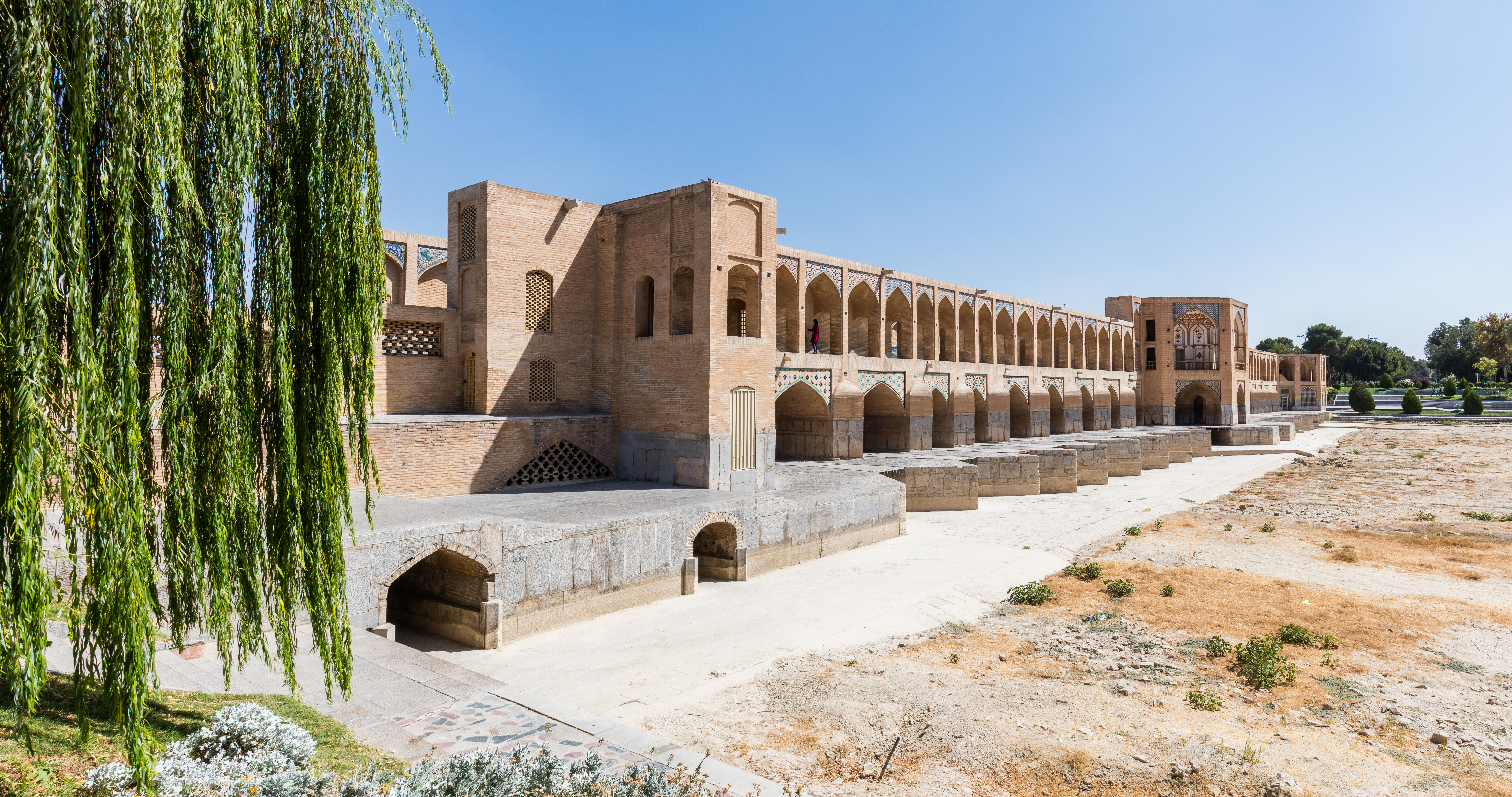
Vue de côté.

## Sources
- (en) Cet article est partiellement ou en totalité issu de l’article de Wikipédia en anglais intitulé « Khaju Bridge » (voir la liste des auteurs).
- Blair, Sheila S. and Jonathan M. Bloom. 1994. The Art and Architecture of Islam. New Haven: Yale University Press.
- Michell, George. 1978. Architecture of the Islamic World. London: Thames and Hudson.